# Đại hội Thể thao Trong nhà châu Á 2009

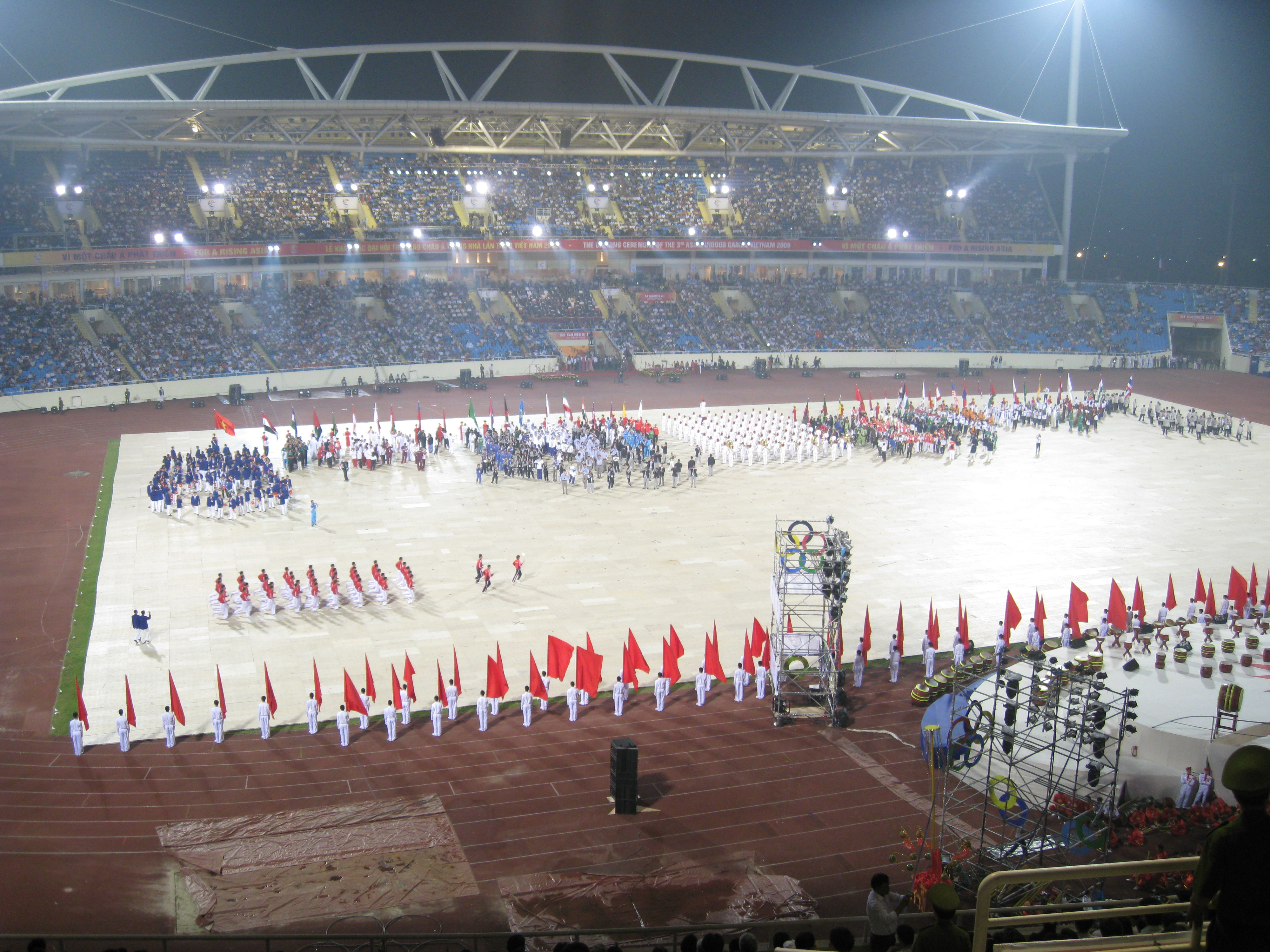
Các quốc gia tham gia diễu hành trong lễ khai mạc ở Sân vận động Quốc gia Mỹ Đình

Đại hội Thể thao Trong nhà châu Á 2009 (Asian Indoor Games 2009) là Đại hội Thể thao Trong nhà châu Á lần thứ 3 được tổ chức tại Hà Nội và một số địa phương khác của Việt Nam từ ngày 30 tháng 10 đến 8 tháng 11 năm 2009. Đại hội có 21 môn thi đấu, với 219 bộ huy chương để các vận động viên của 43 quốc gia và vùng lãnh thổ ở châu Á tranh tài.
Việc tổ chức Đại hội gặp nhiều khó khăn về kinh phí, và số tiền thu được (30 tỷ đồng) quá ít so với số tiền bỏ ra để tổ chức (100 triệu USD).

## Nét đặc trưng

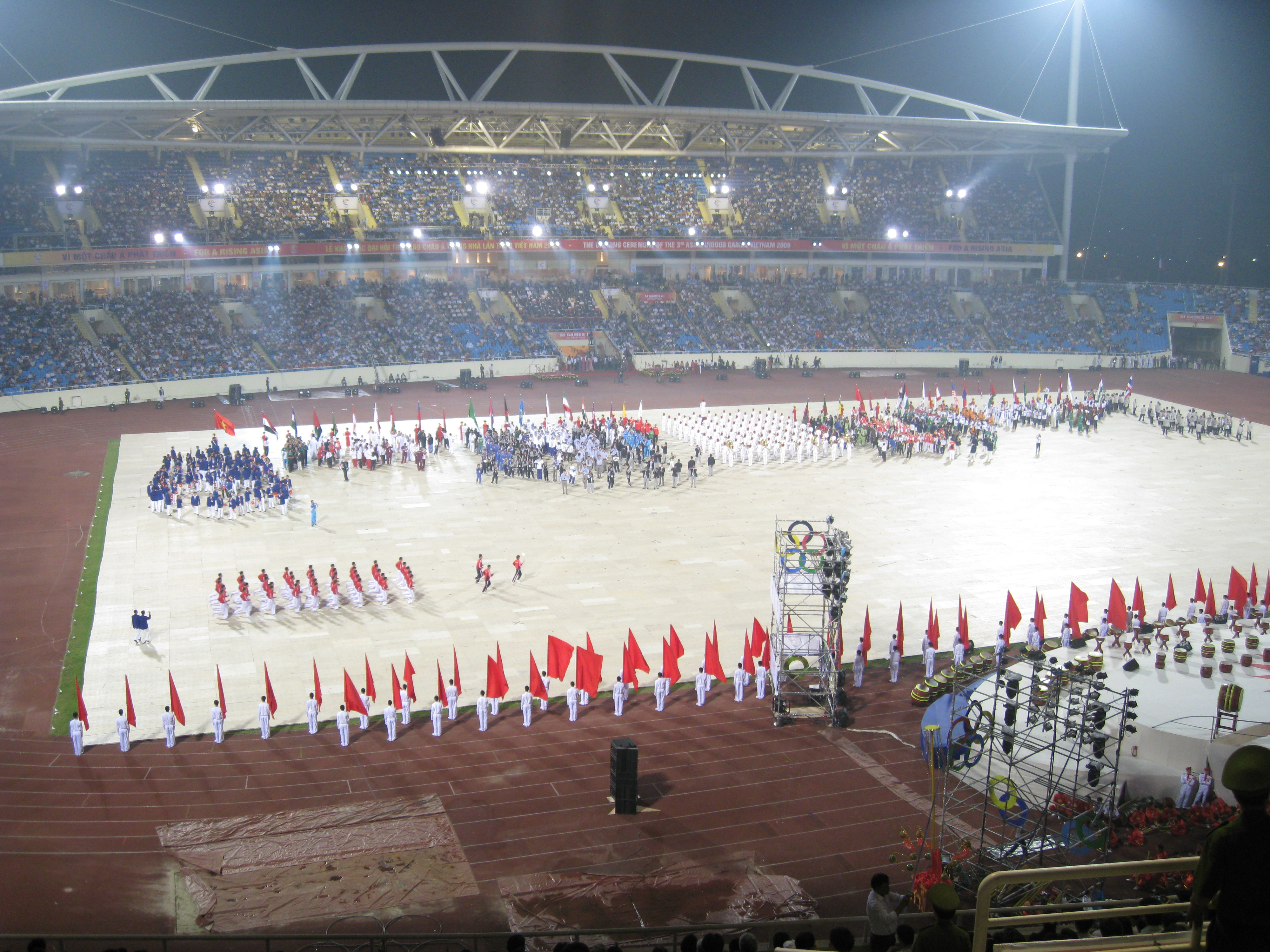
Lễ khai mạc AIG 2009 tại Sân vận động Mỹ Đình

Ngay khi nhận được quyết định đăng cai, Uỷ ban Thể dục Thể thao và Uỷ ban Olympic Việt Nam đã phát động cuộc thi sáng tác, thiết kế biểu trưng, linh vật và bài hát cho Asian Indoor Games 3. Cuộc thi sáng tác biểu trưng, linh vật đã kép lại vào trung tuần tháng 9 năm 2007. Vượt qua hơn 175 bài dự thi biểu trưng, 45 bài dự thi biểu tượng vui, Gà Hồ và Ngọn đuốc hoa sen của tác giả Cù Hồng Sơn và Phạm Tam đã được chọn và chính thức công bố vào đúng thời điểm Việt Nam nhận cờ đăng cai.
Thành phần ban giám khảo hội họa gồm những nghệ sĩ có uy tín trong nghề như: họa sĩ Trần Khánh Chương, Lê Huy Tiếp, Ngô Mạnh Lân cùng lãnh đạo các ban ngành.

### Biểu trưng
Biểu tượng chính thức của kì đại hội là sự kết hợp hài hòa giữa các hình tượng đặc trưng và thân thuộc với người Việt Nam. Với lý do đó, tác giả Phạm Tam đã chọn hoa sen tinh tế mộc mạc và rất thuần Việt làm ý tưởng chính cho thiết kế của mình.

### Linh vật
Giống như con trâu, gà là một giống vật nuôi gần gũi và thân thiết với người dân Việt. Theo quan niệm dân gian, gà mang đủ năm đức tính tốt của người quân tử: Văn - Võ - Dũng - Nhân - Tín. Đặc biệt hơn, gà Hồ là một giống gà quý ở phía Bắc Việt Nam, có nguồn gốc từ làng Đông Hồ, Thuận Thành, Bắc Ninh. Đây là một giống gà Việt thuần chủng .
Theo như ban tổ chức, linh vật được thiết kế với hình ảnh chú gà Hồ đang vươn mình đón nắng mặt trời như Thể thao Việt Nam hân hoan đón chào AIGs 3.

### Bài hát
"Hãy thắp sáng ngọn đuốc hoà bình" là tác phẩm đoạt giải cuộc thi sáng tác bài hát cho AIGs 3. Qua 10 tác phẩm tham dự, ban giám khảo gồm nhạc sĩ Trọng Bằng, Tân Huyền, An Thuyên... chỉ chấm sơ khảo và chọn 5 vào vòng trong. Nhưng theo đánh giá tổng quan, bài hát này không vui tươi bằng bài hát chính thức của SEA Games 22. Vào giờ chót, bài hát chính thức của Đại hội bị chuyển thành Vì một châu Á phát triển.

### Đại sứ
Á hậu 2 của cuộc thi Hoa hậu Hoàn vũ Việt Nam 2008 Dương Trương Thiên Lý đã chính thức nhận lời làm đại sứ trong chương trình tuyên truyền Đại hội. Theo người phát ngôn của Công ty truyền thông Thế giới thể thao, Thiên Lý được chọn vì hội đủ tất cả các tiêu chuẩn do ban tổ chức đặt ra: giao tiếp tốt, có kiến thức thể thao (biết bơi lội và chơi golf), gương mặt đậm chất Á Đông và đặc biệt cô tỏ ra rất hứng thú trong vai trò mới.
Ngoài ra, Đại hội cũng vận động được nhiều người nổi tiếng tham gia hỗ trợ công tác cùng Thiên Lý, như: hoa hậu Mai Phương Thúy

## Môn thi đấu chính thức
Đại hội 2009 không bao gồm các môn thi đấu cảm giác mạnh, vốn đã được tổ chức thi đấu trong hai kì trước. Tất cả các môn biểu diễn năm 2007 (gồm bóng rổ 3x3, kurash và kickboxing) sẽ được tổ chức thi đấu chính thức vào kì Asian Indoor Games năm nay. Ngoài ra, vovinam và pencak silat, hai môn võ nổi tiếng sẽ có mặt và Việt Nam hy vọng giành được nhiều huy chương vàng ở nội dung này. Môn thể thao trình diễn được lựa chọn là jujitsu & beltwrestling, một loại hình võ thuật xuất phát từ Nhật Bản. Các môn thể thao lần đầu tiên được đưa vào hệ thống thi đấu chính thức: bắn cung trong nhà, bi sắt, bóng rổ ba người, đá cầu, kickboxing, kurash, pencak silat, quyền anh nữ, vovinam, wushu.
| - Bắn cung trong nhà - Một dây (Recurve) - Ba dây (Compound) - Billards & Snooker - Bi sắt - Bowling - Bóng rổ 3x3 - Cầu mây - Cờ thể thao - Cờ vua - Cờ tướng - E-Sports - Đá cầu | - Điền kinh trong nhà - Futsal - Kabaddi trong nhà - Khiêu vũ thể thao - Kurash - Múa lân - sư - Pencak Silat - Tanding - Seni - Quyền anh nữ - Sport aerobic | - Thể thao dưới nước - Bơi bể ngắn 25m - Lặn chân vịt - Võ thuật - Kickboxing - Muay - Vovinam - Wushu - Tán thủ - Đối luyện - Jujitsu & Beltwrestling (trình diễn) |

## Các đội tham dự
Tên các đội tuyển đại diện cho các quốc gia và vùng lãnh thổ được xếp theo thứ tự bảng mã IOC, đại hội lần này quy tụ tất cả các nước thành viên của OCA, trừ: Pakistan, Palestine và Đông Timor. Con số trong ngoặc đơn biểu thị số lượng vận động viên tham gia của một quốc gia/vùng lãnh thổ.
| - Afghanistan - Bahrain - Bangladesh - Bhutan - Brunei (13) - Campuchia - Trung Quốc (278) - Đài Bắc Trung Hoa - Hồng Kông - Ấn Độ (356) - Indonesia (241) - Iran (137) - Iraq - Nhật Bản - Jordan - Kazakhstan - Kuwait - Kyrgyzstan - Lào - Liban - Ma Cao | - Malaysia - Maldives - Mông Cổ - Myanmar - Nepal - CHDCND Triều Tiên - Oman - Philippines - Qatar - Ả Rập Xê Út - Singapore - Hàn Quốc - Sri Lanka (32) - Syria - Tajikistan - Thái Lan (420) - Turkmenistan - UAE - Uzbekistan - Việt Nam (367) - Yemen |

## Các tỉnh, thành phố diễn ra đại hội
Thông tin chi tiết về các thành phố được cung cấp bên dưới, mục Chương trình hoạt động:
1. Hà Nội (10): Điền kinh, bơi lặn, khiêu vũ nghệ thuật, pétanque, võ tự vệ nữ (wushu), đá cầu, cầu mây, kabaddi, kurash, e-sports, jujitsu & beltwrestling (biểu diễn)
2. Thành phố Hồ Chí Minh (6): bóng đá, bóng rổ, võ thuật (kickboxing, muay, vovinam), billards & snooker, múa lân - sư & bowling
3. Bắc Ninh (1): boxing
4. Quảng Ninh (1): cờ (cờ tướng, cờ vua)
5. Hải Dương (1): pencak silat
6. Hải Phòng (2): bắn cung, sport aerobic

## Kế hoạch hoạt động

### Tiền Đại hội
- Muay (15-20/07)
- Vovinam (30/07)
- Cầu mây (/08)
- Futsal (/09)

### Lịch thi đấu
|  | Lễ khai mạc |  | Nội dung thi đấu |  | Nội dung chung cuộc |  | Lễ bế mạc |

| STT               | Môn thi đấu             | Môn thi đấu             | T4    | T5    | T6    | T7    | CN    | T2    | T3    | T4    | T5    | T6    | T7    | CN    |
| STT               | Môn thi đấu             | Môn thi đấu             | 28/10 | 29/10 | 30/10 | 31/10 | 01/11 | 02/11 | 03/11 | 04/11 | 05/11 | 06/11 | 07/11 | 08/11 |
| ----------------- | ----------------------- | ----------------------- | ----- | ----- | ----- | ----- | ----- | ----- | ----- | ----- | ----- | ----- | ----- | ----- |
| Khai mạc & Bế mạc |                         |                         |       |       |       |       |       |       |       |       |       |       |       |       |
| 1                 | Thể thao dưới nước      | Bơi ngắn 25m            |       |       |       |       |       |       |       |       |       |       |       |       |
| 1                 | Thể thao dưới nước      | Lặn chân vịt            |       |       |       |       |       |       |       |       |       |       |       |       |
| 2                 | Điền kinh trong nhà     | Điền kinh trong nhà     |       |       |       |       |       |       |       |       |       |       |       |       |
| 3                 | Khiêu vũ nghệ thuật     | Khiêu vũ nghệ thuật     |       |       |       |       |       |       |       |       |       |       |       |       |
| 4                 | Petanque trong nhà      | Petanque trong nhà      |       |       |       |       |       |       |       |       |       |       |       |       |
| 5                 | Võ tự vệ nữ             | Boxing                  |       |       |       |       |       |       |       |       |       |       |       |       |
| 5                 | Võ tự vệ nữ             | Sanshou                 |       |       |       |       |       |       |       |       |       |       |       |       |
| 5                 | Võ tự vệ nữ             | Đối luyện               |       |       |       |       |       |       |       |       |       |       |       |       |
| 6                 | Cầu mây                 | Cầu mây                 |       |       |       |       |       |       |       |       |       |       |       |       |
| 7                 | Đá cầu                  | Đá cầu                  |       |       |       |       |       |       |       |       |       |       |       |       |
| 8                 | Kabaddi trong nhà       | Kabaddi trong nhà       |       |       |       |       |       |       |       |       |       |       |       |       |
| 9                 | Kurash                  | Kurash                  |       |       |       |       |       |       |       |       |       |       |       |       |
| 10                | E-Sports                | E-Sports                |       |       |       |       |       |       |       |       |       |       |       |       |
| 11                | Bắn cung trong nhà      | Một dây                 |       |       |       |       |       |       |       |       |       |       |       |       |
| 11                | Bắn cung trong nhà      | Ba dây                  |       |       |       |       |       |       |       |       |       |       |       |       |
| 12                | Sport Aerobics          | Sport Aerobics          |       |       |       |       |       |       |       |       |       |       |       |       |
| 13                | Pencak Silat            | Tanding                 |       |       |       |       |       |       |       |       |       |       |       |       |
| 13                | Pencak Silat            | Seni                    |       |       |       |       |       |       |       |       |       |       |       |       |
| 14                | Cờ                      | Cờ vua                  |       |       |       |       |       |       |       |       |       |       |       |       |
| 14                | Cờ                      | Cờ tướng                |       |       |       |       |       |       |       |       |       |       |       |       |
| 15                | Futsal                  | Nam                     |       |       |       |       |       |       |       |       |       |       |       |       |
| 15                | Futsal                  | Nữ                      |       |       |       |       |       |       |       |       |       |       |       |       |
| 16                | Bóng rổ ba người        | Bóng rổ ba người        |       |       |       |       |       |       |       |       |       |       |       |       |
| 17                | Võ thuật                | Kickboxing              |       |       |       |       |       |       |       |       |       |       |       |       |
| 17                | Võ thuật                | Muay                    |       |       |       |       |       |       |       |       |       |       |       |       |
| 17                | Võ thuật                | Vovinam                 |       |       |       |       |       |       |       |       |       |       |       |       |
| 18                | Billiards               | Billiards               |       |       |       |       |       |       |       |       |       |       |       |       |
| 19                | Bowling                 | Bowling                 |       |       |       |       |       |       |       |       |       |       |       |       |
| 20                | Múa lân - sư            | Múa lân - sư            |       |       |       |       |       |       |       |       |       |       |       |       |
| 21                | Jujitsu & Beltwrestling | Jujitsu & Beltwrestling |       |       |       |       |       |       |       |       |       |       |       |       |

## Bảng tổng sắp huy chương
| 1         | Trung Quốc (CHN)        | 48  | 25  | 19  | 92  |
| 2         | Việt Nam (VIE)          | 42  | 30  | 22  | 94  |
| 3         | Kazakhstan (KAZ)        | 21  | 16  | 21  | 58  |
| 4         | Thái Lan (THA)          | 19  | 17  | 34  | 70  |
| 5         | Iran (IRI)              | 17  | 15  | 13  | 45  |
| 6         | Hàn Quốc (KOR)          | 16  | 14  | 16  | 46  |
| 7         | Ấn Độ (IND)             | 6   | 9   | 25  | 40  |
| 8         | Hồng Kông (HKG)         | 6   | 9   | 17  | 32  |
| 9         | Indonesia (INA)         | 6   | 3   | 14  | 23  |
| 10        | Uzbekistan (UZB)        | 5   | 9   | 10  | 24  |
| 11        | Nhật Bản (JPN)          | 5   | 9   | 9   | 23  |
| 12        | Ả Rập Xê Út (KSA)       | 4   | 3   | 2   | 9   |
| 13        | Lào (LAO)               | 3   | 8   | 14  | 25  |
| 14        | Đài Bắc Trung Hoa (TPE) | 3   | 5   | 15  | 23  |
| 15        | Malaysia (MAS)          | 3   | 5   | 8   | 16  |
| 16        | UAE (UAE)               | 3   | 0   | 3   | 6   |
| 17        | Qatar (QAT)             | 2   | 3   | 3   | 8   |
| 18        | Singapore (SIN)         | 1   | 7   | 3   | 11  |
| 19        | Campuchia (CAM)         | 1   | 4   | 7   | 12  |
| 20        | Philippines (PHI)       | 1   | 4   | 5   | 10  |
| 21        | Jordan (JOR)            | 1   | 4   | 1   | 6   |
| 22        | Bahrain (BRN)           | 1   | 3   | 1   | 5   |
| 23        | Ma Cao (MAC)            | 1   | 2   | 3   | 6   |
| 24        | Mông Cổ (MGL)           | 0   | 2   | 5   | 7   |
| 25        | Iraq (IRQ)              | 0   | 2   | 4   | 6   |
| 26        | Afghanistan (AFG)       | 0   | 2   | 2   | 4   |
| 27        | Brunei (BRU)            | 0   | 1   | 6   | 7   |
| 28        | Kuwait (KUW)            | 0   | 1   | 4   | 5   |
| 29        | Sri Lanka (SRI)         | 0   | 1   | 2   | 3   |
| 30        | Syria (SYR)             | 0   | 1   | 1   | 2   |
| 31        | Tajikistan (TJK)        | 0   | 1   | 0   | 1   |
| 32        | Liban (LIB)             | 0   | 0   | 1   | 1   |
| 32        | Kyrgyzstan (KGZ)        | 0   | 0   | 1   | 1   |
| 32        | Bangladesh (BAN)        | 0   | 0   | 1   | 1   |
| Tổng cộng | Tổng cộng               | 215 | 215 | 292 | 722 |

## Chương trình hoạt động
| STT                | Môn thi                              | Môn thi                              | Nội dung | Nội dung | Nội dung | Tổng | Thi đấu                                                   | Luyện tập                                                 | Nơi ở1                              | Dự kiến | Dự kiến | Dự kiến | Giới hạn đăng ký4 |
| STT                | Môn thi                              | Môn thi                              | Nam      | Nữ       | ĐĐội     | Tổng | Thi đấu                                                   | Luyện tập                                                 | Nơi ở1                              | NOC2    | VĐV     | QChức3  | Giới hạn đăng ký4 |
| ------------------ | ------------------------------------ | ------------------------------------ | -------- | -------- | -------- | ---- | --------------------------------------------------------- | --------------------------------------------------------- | ----------------------------------- | ------- | ------- | ------- | ----------------- |
| tại HÀ NỘI         |                                      |                                      |          |          |          |      |                                                           |                                                           |                                     |         |         |         |                   |
| 1                  | Thể thao dưới nước                   | Bơi ngắn 25m                         | 15       | 15       |          | 30   | Khu Liên hợp thể thao dưới nước Mỹ Đình                   | Khu Liên hợp thể thao dưới nước Mỹ Đình                   | KS Fortuna                          | 24      | 196     | 19      |                   |
| 1                  | Thể thao dưới nước                   | Lặn chân vịt                         | 8        | 8        |          | 16   | Khu Liên hợp thể thao dưới nước Mỹ Đình                   | Khu Liên hợp thể thao dưới nước Mỹ Đình                   | KS Fortuna                          | 15      | 150     | 18      | 10/16 nd          |
| 2                  | Điền kinh trong nhà                  | Điền kinh trong nhà                  | 13       | 13       |          | 26   | Cung liên hợp Thể thao tổng hợp Quần Ngựa                 | Cung liên hợp Thể thao tổng hợp Quần Ngựa                 | KS Fortuna                          | 29      | 289     | 17      |                   |
| 3                  | Khiêu vũ thể thao                    | Khiêu vũ thể thao                    |          |          | 10       | 10   | Cung liên hợp Thể thao tổng hợp Quần Ngựa                 | Cung liên hợp Thể thao tổng hợp Quần Ngựa                 | KS La Thành                         | 18      | 200     | 18      |                   |
| 4                  | Petanque trong nhà                   | Petanque trong nhà                   | 2        | 2        |          | 4    | NTĐ Từ Liêm                                               | NTĐ Từ Liêm                                               | KS La Thành                         | 9       | 126     | 16      |                   |
| 5                  | Võ tự vệ nữ                          | Sanshou (Wushu)                      |          | 6        |          | 8    | NTĐ Trịnh Hoài Đức                                        | 14 Trịnh Hoài Đức                                         | KS Horison                          | 20      | 120     | 32      | 4/6 nd            |
| 5                  | Võ tự vệ nữ                          | Đối luyện (Wushu)                    |          | 2        |          | 8    | NTĐ Trịnh Hoài Đức                                        | 14 Trịnh Hoài Đức                                         | KS Horison                          | 20      | 120     | 32      | 1/2 nd            |
| 6                  | Cầu mây                              | Cầu mây                              | 1        | 1        |          | 2    | NTĐ Hai Bà Trưng                                          | KS Kim Liên                                               | 11                                  | 103     | 22      |         |                   |
| 7                  | Đá cầu                               | Đá cầu                               | 3        | 3        |          | 6    | NTĐ Hà Đông                                               | NTĐ Hà Đông                                               | KS Sông Nhuệ & Anh Quân             | 12      | 120     | 20      |                   |
| 8                  | Kabaddi trong nhà                    | Kabaddi trong nhà                    | 1        |          |          | 1    | NTĐ Cầu Giấy                                              | NTĐ Cầu Giấy                                              | KS La Thành                         | 8       | 120     | 16      |                   |
| 9                  | Kurash                               | Kurash                               | 5        | 3        |          | 8    | NTĐ Gia Lâm                                               | NTĐ Gia Lâm                                               | KS Sofitel                          | 22      | 180     | 20      | 5/8 nd            |
| 10                 | E-Sports                             | E-Sports                             |          |          | 6        | 6    | NTĐ Đại học Bách Khoa Hà Nội                              | NTĐ Đại học Bách Khoa Hà Nội                              | KS Kim Liên                         | 10      | 80      | 16      |                   |
| 21                 | Jujitsu & Beltwrestling (trình diễn) | Jujitsu & Beltwrestling (trình diễn) | 14       | 8        | 1        | 23   | NTĐ Sóc Sơn                                               | NTĐ Sóc Sơn                                               | KS Sofitel Plaza                    | Chưa rõ | Chưa rõ | Chưa rõ |                   |
| tại BẮC NINH       |                                      |                                      |          |          |          |      |                                                           |                                                           |                                     |         |         |         |                   |
| 5                  | Võ tự vệ nữ                          | Boxing                               |          | 8        |          | 8    | NTĐ Bắc Ninh                                              | NTĐ Bắc Ninh                                              | KS Phoenix                          | 15      | 90      | 30      | 5/8 nd            |
| tại HẢI PHÒNG      |                                      |                                      |          |          |          |      |                                                           |                                                           |                                     |         |         |         |                   |
| 11                 | Bắn cung trong nhà                   | Một dây                              | 2        | 2        |          | 8    | NTĐ Thanh niên Hải Phòng                                  | NTĐ Thanh niên Hải Phòng                                  | KS Tray                             | 25      | 150     | 25      |                   |
| 11                 | Bắn cung trong nhà                   | Ba dây                               | 2        | 2        |          | 8    | NTĐ Thanh niên Hải Phòng                                  | NTĐ Thanh niên Hải Phòng                                  | KS Tray                             | 25      | 150     | 25      |                   |
| 12                 | Sport Aerobics                       | Sport Aerobics                       | 1        | 1        | 2        | 4    | NTĐ Hải Phòng                                             | NTĐ Hải Phòng                                             | KS Tray                             | 13      | 75      | 19      |                   |
| tại HẢI DƯƠNG      |                                      |                                      |          |          |          |      |                                                           |                                                           |                                     |         |         |         |                   |
| 13                 | Pencak Silat                         | Tanding                              | 7        | 5        |          | 16   | NTĐ Hải Dương                                             | NTĐ Hải Dương                                             | KS Naximex                          | 13      | 169     | 30      | 8/12 nd           |
| 13                 | Pencak Silat                         | Seni                                 | 2        | 2        |          | 16   | NTĐ Hải Dương                                             | NTĐ Hải Dương                                             | KS Naximex                          | 13      | 169     | 30      | 2/4 nd            |
| tại QUẢNG NINH     |                                      |                                      |          |          |          |      |                                                           |                                                           |                                     |         |         |         |                   |
| 14                 | Cờ                                   | Cờ vua                               | 2        | 2        |          | 8    | NTĐ Hạ Long                                               | NTĐ Hạ Long                                               | KS Ha Long Pearl                    | 26      | 150     | 33      |                   |
| 14                 | Cờ                                   | Cờ tướng                             | 2        | 2        |          | 8    | KS Hạ Long Pearl                                          | KS Hạ Long Pearl                                          | KS Ha Long Pearl                    | CRõ     | CRõ     | 16      |                   |
| tại TP.HỒ CHÍ MINH |                                      |                                      |          |          |          |      |                                                           |                                                           |                                     |         |         |         |                   |
| 15                 | Futsal                               | Futsal                               | 1        | 1        |          | 2    | NTĐ Phú Thọ (nam) NTĐ Tân Bình (nữ)                       | SVĐ Hoa Lư (nam) NTĐ Phan Đình Phùng (nữ)                 | KS Hữu Nghị (nam) KS Kim Đô (nữ)    | 19      | 373     | 33      |                   |
| 16                 | Bóng rổ ba người                     | Bóng rổ ba người                     | 1        | 1        |          | 2    | NTĐ Lãnh Binh Thăng (nữ) & NTĐ Đại học Sư phạm TDTT (nam) | NTĐ Lãnh Binh Thăng (nữ) & NTĐ Đại học Sư phạm TDTT (nam) | KS Thiên Hồng, Bát Đạt & Đồng Khánh | 16      | 150     | 10      |                   |
| 17                 | Võ thuật                             | Kickboxing                           | 6        | 3        |          | 9    | NTĐ Vân Đồn                                               | NTĐ Phan Đăng Lưu                                         | KS Cửu Long                         | 9       | 90      | 18      | 5/9 nd            |
| 17                 | Võ thuật                             | Muay                                 | 6        | 3        |          | 9    | NTĐ Rạch Miễu                                             | NTĐ Phan Đăng Lưu                                         | KS Quê Hương                        | 15      | 66      | 25      | 5/9 nd            |
| 17                 | Võ thuật                             | Vovinam Đối kháng                    | 4        | 2        |          | 14   | NTĐ Quân khu 7                                            | NTĐ Nguyễn Tri Phương                                     | KS Đệ Nhất                          | 10      | 150     | 30      | 4/6 nd            |
| 17                 | Võ thuật                             | Vovinam Biểu diễn                    | 4        | 2        | 2        | 14   | NTĐ Quân khu 7                                            | NTĐ Nguyễn Tri Phương                                     | KS Đệ Nhất                          | 10      | 150     | 30      | 5/8 nd            |
| 18                 | Billiards & Snooker                  | Billiards & Snooker                  | 7        | 3        |          | 10   | NTĐ Phan Đình Phùng                                       | NTĐ Phan Đình Phùng                                       | KS Bông Sen                         | 29      | 170     | 43      |                   |
| 19                 | Bowling                              | Bowling                              | 3        | 3        |          | 6    | Superbowl                                                 | Superbowl                                                 | KS Bông Sen                         | 20      | 130     | 17      |                   |
| 20                 | Múa lân - sư                         | Múa lân - sư                         | 6        |          |          | 6    | NTĐ Nguyễn Du                                             | Phú Thọ                                                   | KS Thiên Hồng, Bát Đạt & Đồng Khánh | 8       | 220     | 18      |                   |
| Tổng số nội dung   | Tổng số nội dung                     | Tổng số nội dung                     | 121      | 102      | 19       | 242  |                                                           |                                                           |                                     | CRõ     | 3747    | 571     |                   |

Ghi chú
- Chú giải 1: KS, NTĐ là viết tắt của Khách sạn, Nhà thi đấu.
- Chú giải 2: NOC: số lượng quốc gia và vùng lãnh thổ tham gia thi đấu.
- Chú giải 3: Quan chức bao gồm: Khách VIP, trọng tài, nhân viên kiểm tra doping...
- Chú giải 4: Lần đầu tiên, kì đại hội này phổ biến hình thức giới hạn nội dung đăng ký thi đấu nhằm chỉ rõ số lượng nội dung tối đa một quốc gia có thể tham gia tranh huy chương. Điều này mở ra cho những quốc gia có nền thể dục thể thao đang phát triển một cơ hội lớn đạt được huy chương và không để một quốc gia bất kỳ nào làm bá chủ một bộ môn thể thao.

## Nhận xét
Việc tổ chức Asian Indoor Games 2009 tiêu tốn 100 triệu USD nhưng chỉ thu về 30 tỉ đồng. Đầu tư lớn, trong khi giá trị tuyên truyền quảng báo thấp, vận động tài trợ kém, việc đăng cai Asian Indoor Games 2009 đã lãng phí và được coi như một thất bại.